# Cavalerie polonaise

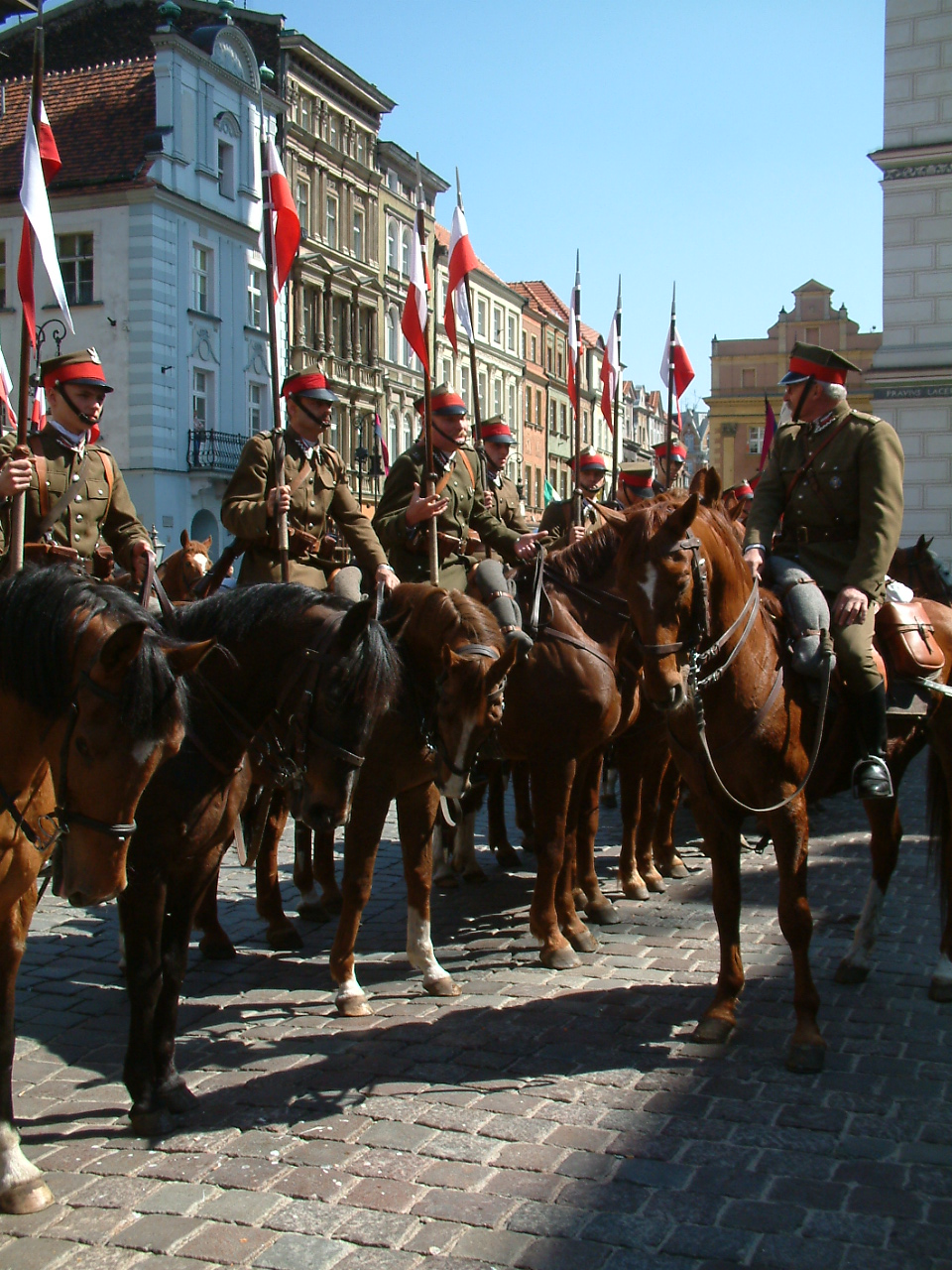
Le de uhlans de Poznań.

La cavalerie polonaise (en polonais : jazda, kawaleria, konnica) est l'unité de cavalerie au sein des forces armées polonaises. 
Les origines de la cavalerie polonaise peuvent être retracées depuis les chevaliers montés du Moyen Âge. La Pologne étant un pays constitué de plaines et de champs, la cavalerie peut facilement y évoluer. L'art de la guerre des cavaliers et de la cavalerie lourde ont fortement influencé l'art de la guerre occidental.

## Les premiers temps

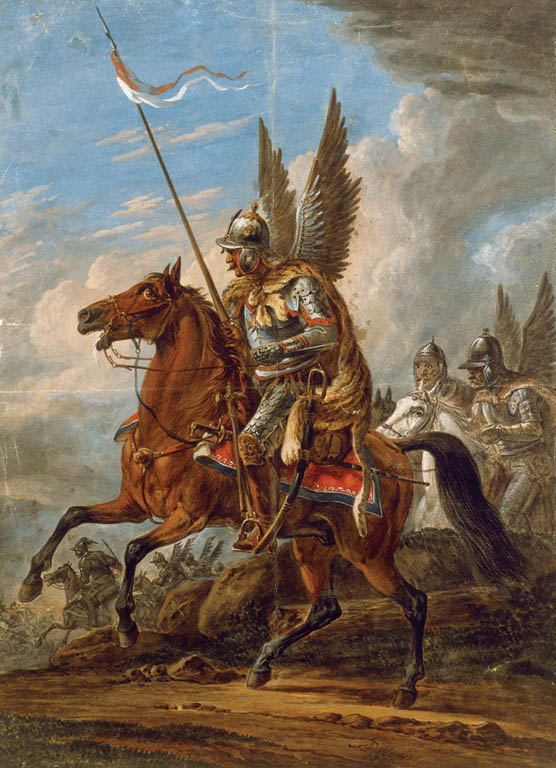
Hussard ailé polonais (peinture d'Aleksander Orłowski).

La première cavalerie polonaise est créée par le duc de Polanes, Mieszko I, qui unit les tribus slaves de l'Ouest sur le territoire de l'actuelle Pologne. Ceci est noté dans le manuscrit d'Ibrahim ibn Ya'qub qui voyage en Europe centrale entre l'an 961 et l'an 962. Il écrit que la suite (drużyna) de Mieszko Ier s'élève à 3 000 hommes, qui sont payés par le duc. Cette troupe perçoit également une part du butin militaire.

## XVIeetXVIIesiècles
L'année 1503 voit la création d'une première unité de hussards polonais. Beaucoup plus maniables que les lanciers lourdement armés précédemment employés, les hussards jouent un rôle essentiel dans les victoires polonaises à Orcha (1514) et Obertyn (1531). Sous le règne du roi Stefan Batory, les hussards remplacent les lanciers et constituent dès lors la majeure partie de la cavalerie polono-lituanienne.
Au cours du XVIe siècle, les hussards adoptent un équipement lourd : ils abandonnent les boucliers en bois au profit de l'armure de métal. Avec la bataille de Lubieszów en 1577 commence l'âge d'or des « hussards ailés ». Jusqu'à la bataille de Vienne en 1683, ils combattent dans de très nombreuses actions contre différents ennemis, et ne perdent que rarement une bataille. Au cours des affrontements de Byczyna (1588), Kokenhausen (1601), Kluszyn (1610), Gniew (1626 ), Chocim (1673) et Lwów (1675), les hussards polonais se révèlent être un facteur décisif de la victoire souvent contre toute attente. Un des exemples les plus notables de ces exploits est la bataille de Kircholm en 1605, lors de laquelle 3 000 hussards commandés par Jan Karol Chodkiewicz réussissent à vaincre les 11 000 soldats de Charles IX de Suède au prix de pertes minimes.
Comme fort peu d'unités de l'armée régulière polonaise (la plupart des autres corps sont formés grâce à la levée en masse), les hussards sont très bien entraînés et équipés. Jusqu'au XVIIIe siècle, ils sont considérés comme l'une des meilleures unités de cavalerie d'Europe et du monde. En raison de l'énorme coût de l'équipement (le hussard s'équipe à ses frais), de la gloire et du prestige qui entourent les hussards, les membres de ce corps sont issus de la noblesse. Bien que leur importance diminue au XVIIIe siècle, ce déclin s'explique plus par l'effondrement du système militaire polonais que par l'introduction des armes à feu et de l'artillerie à tir rapide[réf. souhaitée]. Les tactiques et l'armement des hussards polonais restent pratiquement inchangés jusqu'à ce qu'ils soient fusionnés dans la cavalerie nationale en 1770. Leur souvenir reste très présent dans la culture militaire de la Pologne.

## LeXVIIIesiècleet l'ère napoléonienne

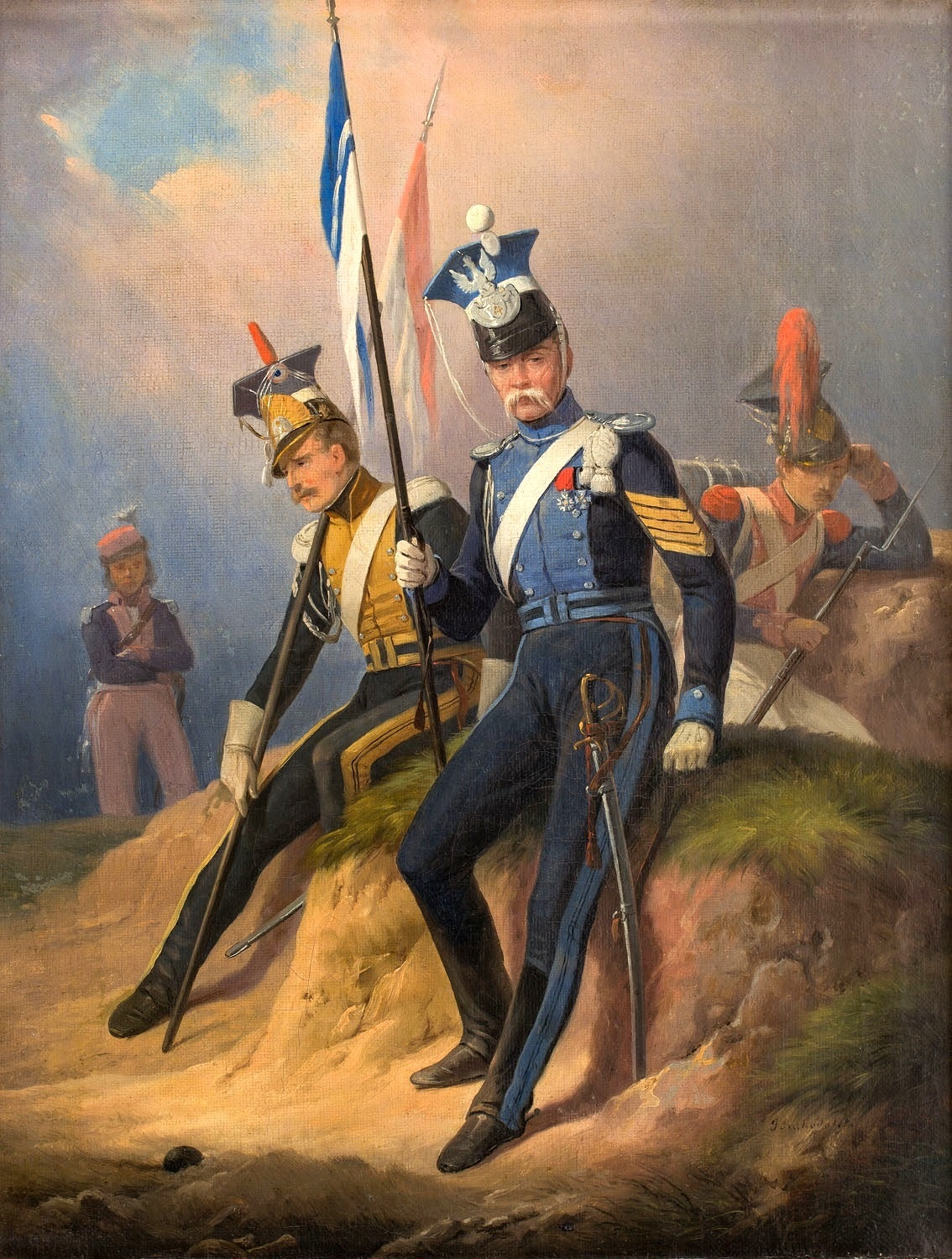
Lanciers polonais du Duché et de la Vistule (peinture de Janvier Suchodolski).

Au XVIIIe siècle, la Pologne est partagée entre ses différents pays voisins. Cependant, l'armée polonaise n'est pas dissoute et est simplement incorporée dans les troupes des nations occupantes. Pour cela, les traditions de la cavalerie polonaise sont adoptées. Après la création du duché de Varsovie, de nombreux Polonais se portent volontaires pour combattre aux côtés de l'armée française pendant les guerres napoléoniennes sous la forme d'unités de cavalerie.
Les nouveaux régiments de uhlans s'avèrent non seulement efficaces, mais aussi très influents : au cours des guerres napoléoniennes, les lanciers du duché de Varsovie sont parmi les meilleurs unités de cavalerie de la Grande Armée et après la chute de Napoléon Ier, la plupart des armées européennes copient à la fois leurs tactiques et leurs uniformes. La cavalerie polonaise participe à de nombreuses batailles comme à Smolensk, Fuengirola et Raszyn. En outre, les cavaliers polonais sont la première unité de l'armée napoléonienne à entrer dans Moscou lors de la campagne de Russie. Des détachements sont également présents en Haïti, où ils aident l'administration française à réprimer les révoltes d'esclaves. Le succès le plus notable de la cavalerie polonaise lors de cette période est la bataille de Somosierra (au cours de la guerre d'indépendance espagnole). Au cours de son avance sur Madrid, Napoléon est bloqué le 30 novembre 1808 par 8 000 à 13 000 soldats espagnols du général San Juan dans la vallée de Somosierra, dans la Sierra de Guadarrama. En raison du terrain accidenté peu propice à une attaque, les forces espagnoles ne peuvent pas être facilement battues. Leurs positions sont bien fortifiées et gardées par quatre batteries d'artillerie. Impatient de se diriger sur Madrid, Napoléon ordonne au 3e escadron de chevau-légers polonais de la Garde impériale (de service ce jour-là) de charger et de s'emparer des canons. Sous le commandement du chef d'escadron Kozietulski, les Polonais réussissent à forcer le passage et à mettre en fuite les troupes adverses au prix de très lourdes pertes (sept officiers et cinquante sous-officiers et soldats tués ou blessés).

## Seconde Guerre mondiale

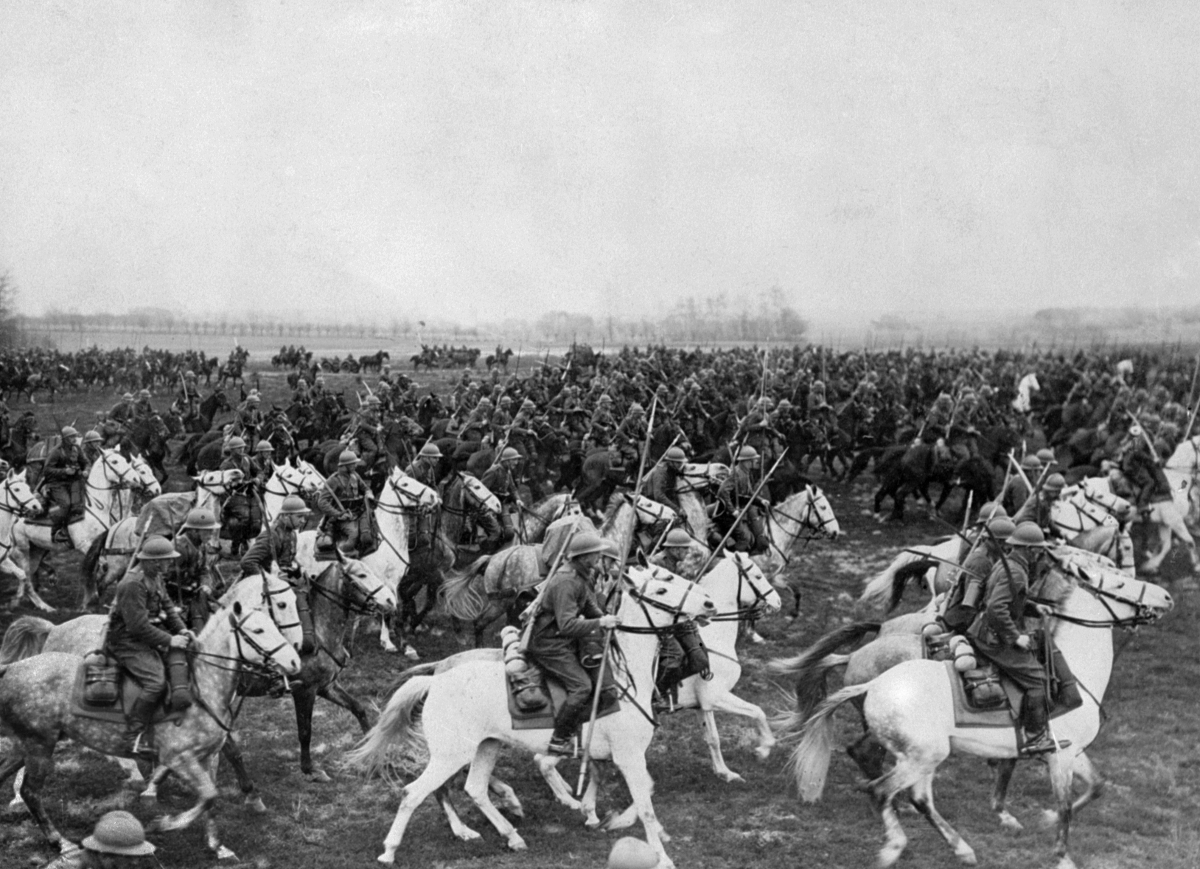
Cavaliers polonais en démonstration (photographie prise en mai 1939).

Avant 1939, la cavalerie comprend 70 000 hommes répartis en onze brigades dont la brigade de cavalerie Grande Pologne est la plus importante, soit 10 % de la force totale de l'armée polonaise. En contraste avec son rôle traditionnel dans les conflits du passé (y compris pendant la guerre soviéto-polonaise), la cavalerie n'est plus considérée comme une unité capable de percer les lignes ennemies. Au lieu de cela, elle adopte et utilise essentiellement les tactiques de l'infanterie : les soldats mettent pied à terre avant la bataille et se battent comme des fantassins en lieu et place de la charge à cheval. Après 1937, bien que les cavaliers conservent leurs sabres, la lance est abandonnée. Les brigades de cavalerie sont équipées d'un armement moderne qui comprend notamment des canons de 75 mm, des canons anti-chars de 37 mm (particulièrement utiles contre les panzers légers allemands), des mitrailleuses et des chenillettes TKS. Les hommes sont en outre dotés du fusil antichar wz.35.
En campagne, les brigades sont réparties entre les armées polonaises et servent en tant que réserves. Dans ce rôle, la cavalerie polonaise s'avère efficace tant en avant-garde qu'en arrière-garde en couvrant le retrait des unités alliées. Les unités de cavalerie polonaises prennent part à plusieurs des batailles de 1939 et se révèlent être l'élite de l'armée polonaise. Après la guerre avec l'Allemagne, les corps polonais du front occidental perpétuent une tradition d'avant-guerre en donnant des noms de régiments de uhlans à leurs unités blindées, tandis que les troupes du front Est utilisent la cavalerie comme infanterie mobile jusqu'à la fin de la guerre contre l'Union soviétiques.

## Charge de Krojanty
Le 1er septembre 1939, durant la Seconde Guerre mondiale, le 18e lanciers (brigade de Poméranie) se déploie près de Krojanty et de Chojnice, où se tient un large groupe d'infanterie allemand. Le colonel Kazimierz Mastalerz décide de l'attaquer par surprise et ordonne une charge. L'offensive est un succès. Toutefois, les Polonais sont surpris par des tanks allemands émergeant d'un bois et sont complètement exposés. Mastalerz est tué et les pertes polonaises sont lourdes : sur 250 uhlans, 25 sont tués, et 50 blessés,. Le lendemain, des correspondants de guerre italiens sont informés par des soldats allemands d'une charge polonaise contre des panzers, et la légende voit le jour. La propagande allemande s'empare de l'anecdote, utile au dénigrement des techniques militaires polonaises, déclarées dépassées. Elle incorpore en 1941, dans un film de Hans Bertram, Kampfgeschwader Lützow, la soi-disant charge. L'UFA montre des scènes similaires dans ses actualités hebdomadaires.